# فوج المشاة الثامن في ميسوري (الكونفدرالي)
كان فوج مشاة ميسوري الثامن فوج مشاة تابع لجيش الولايات الكونفدرالية أثناء الحرب الأهلية الأمريكية. واعتباراً من مايو 1861، بدأت الحرب تؤثر على الأحداث في ولاية ميزوري. في عام 1862، جرت أنشطة التجنيد الكونفدرالية في ميسوري، وتم تشكيل فوج مشاة في مقاطعة أوريغون، وكانت نواته من الأعضاء السابقين في حرس ولاية ميسوري. وفي 2 سبتمبر، دخلت الوحدة الخدمة الكونفدرالية، ولكن أُعيد تصنيفها كمشاة بعد عشرة أيام. وبعد أن انتقل العديد من الرجال إلى وحدات أخرى، أُعيد تصنيف الفوج ككتيبة في 19 أكتوبر وأُطلق عليه اسم كتيبة مشاة ميسوري السابعة، المعروفة أيضاً باسم مشاة ميتشل ميسوري. شاركت في هجوم الكونفدرالية في معركة برايري غروف في 7 ديسمبر. وخلال المعركة، قامت الوحدة بعدة هجمات ضد خطوط الاتحاد لكنها صُدَّت مراراً وتكراراً بنيران المدفعية. أمضى الفوج معظم أوائل عام 1863 معسكراً بالقرب من ليتل روك وباين بلاف في أركنساس.
في 23 يوليو 1863، أُطلق على الوحدة رسمياً اسم فوج مشاة ميسوري الثامن. وفي وقت لاحق من ذلك العام، كان الفوج جزءاً من الدفاع الكونفدرالي الفاشل عن ليتل روك قبل أن ينسحب إلى معسكر براغ بالقرب من كامدن. وفي مارس من عام 1864، أُرسل الفوج جنوباً إلى لويزيانا للمساعدة في الدفاع ضد حملة النهر الأحمر. شارك الفوج في هجوم فاشل في معركة بليزانت هيل في 9 إبريل. وبعد انسحاب قوات الاتحاد المشاركة في حملة النهر الأحمر، أُعيد فوج مشاة ميسوري الثامن إلى أركنساس، حيث طارد جنود الاتحاد المنسحبين بقيادة اللواء فريدريك ستيل. وقد شارك الفوج في هجوم فاشل ضد ستيل في 30 إبريل في معركة جنكينز فيري. وخلال الفترة المتبقية من عام 1864 والنصف الأول من عام 1865، تمركزت الوحدة في عدة نقاط في لويزيانا وأركنساس. استسلمت مقاطعة ما وراء ميسيسيبي الكونفدرالية في 2 يونيو 1865، وأُطلق سراح رجال فوج مشاة ميسوري الثامن في 7 يونيو، منهياً بذلك خدمة الفوج العسكرية.

## خلفية
في وقت الانتخابات الرئاسية في الولايات المتحدة الأمريكية عام 1860، كانت العبودية إحدى السمات المميزة لثقافة الجنوب، واستخدمت أيديولوجية حقوق الولايات للدفاع عن هذه المؤسسة. بعد انتخاب أبراهام لينكولن رئيسًا في عام 1860، وصلت هذه القضايا إلى ذروتها وتشكلت حركة وضعت الانفصال في إطار أنه السبيل الوحيد للحفاظ على العبودية وفي 20 ديسمبر انفصلت ولاية كارولينا الجنوبية وتبعتها ست ولايات أخرى في أوائل عام 1861، وبالتالي تشكلت الولايات الكونفدرالية الأمريكية في 4 فبراير 1861. وفي 12 أبريل، بدأت الحرب الأهلية الأمريكية بمعركة حصن سومتر ،  وسرعان ما انفصلت أربع ولايات أخرى وانضمت إلى الكونفدرالية ،  وبذلك أصبح عدد الولايات 11 ولاية.  وفي الوقت نفسه، كانت ولاية ميسوري منقسمة سياسيًا. صوّت المجلس التشريعي للولاية ضد الانفصال، ولكن كليبورن ف. جاكسون، حاكم ميسوري، دعمه. بعد تفريق الميليشيا الموالية للكونفدرالية التي كانت تهدد ترسانة سانت لويس في 10 مايو في قضية معسكر جاكسون، تم تشكيل قوة ميليشيا جديدة موالية للكونفدرالية - حرس ولاية ميسوري - تحت قيادة ستيرلنج برايس، الذي تم تعيينه في منصب لواء. احتل ناثانيال ليون، وهو عميد في جيش الاتحاد، عاصمة الولاية في 15 يونيو، وانسحب حرس ولاية ميسوري إلى جنوب غرب ميسوري. 
حقق حرس ولاية ميزوري عدة انتصارات في الجزء الأخير من عام 1861، ولكن بحلول نهاية العام حصرته تعزيزات الاتحاد في الجزء الجنوبي الغربي من الولاية.  في 3 نوفمبر 1861، صوت جاكسون والعناصر المؤيدة للانفصال في المجلس التشريعي للولاية على الانفصال والانضمام إلى الولايات الكونفدرالية الأمريكية كحكومة في المنفى؛ وكانت العناصر المناهضة للانفصال في المجلس التشريعي قد صوتت في السابق ضد الانفصال، مما أدى إلى أن يكون للولاية حكومة اتحاد وحكومة كونفدرالية اسمية.  في فبراير 1862، دفع تقدم الاتحاد برايس إلى التخلي عن ميسوري إلى أركنساس، حيث هُزم رجاله كجزء من قوة كونفدرالية أكبر في معركة بيا ريدج في 7 و8 مارس. منح هذا الانتصار الاتحاد السيطرة على ميسوري. وفي وقت لاحق من ذلك العام، أعاد الكونفدراليون بعض الوجود في ميسوري من خلال أنشطة حرب العصابات وجهود التجنيد. 

## سجل الخدمة

### 1862
بدأت أصول الفوج الثامن لمشاة ميسوري في 7 أغسطس 1862، عندما بدأت مجموعة من الرجال، معظمهم من قدامى المحاربين السابقين في حرس ولاية ميسوري، في تشكيل وحدة فرسان في مقاطعة أوريغون بولاية ميسوري. دخلت الوحدة رسمياً في الخدمة الكونفدرالية في 2 سبتمبر، بينما كانت متمركزة في إيفننغ شيد بأركنساس. وعلى الرغم من دخول الفوج الخدمة كوحدة فرسان، إلا أن اللواء ثيوفيلوس هولمز، قائد قسم ما وراء ميسيسيبي، أمر بتحويله إلى وحدة مشاة في 12 سبتمبر.  وفي الشهر نفسه، تم تقديم علم حربي للفوج من أول نمط علم وطني كونفدرالي. ومع ذلك، فقد الفوج العديد من رجاله بسبب نقلهم إلى وحدات أخرى، مما استلزم دمج السرايا المكونة للفوج إلى ست سرايا وإعادة تصنيف الوحدة ككل ككتيبة في 19 أكتوبر. في وقت ما بعد التصنيف، أُعيد تصنيف الوحدة رسميًا لتصبح كتيبة مشاة ميسوري السابعة.  ولى قيادة الوحدة المقدم  تشارلز س. ميتشل 

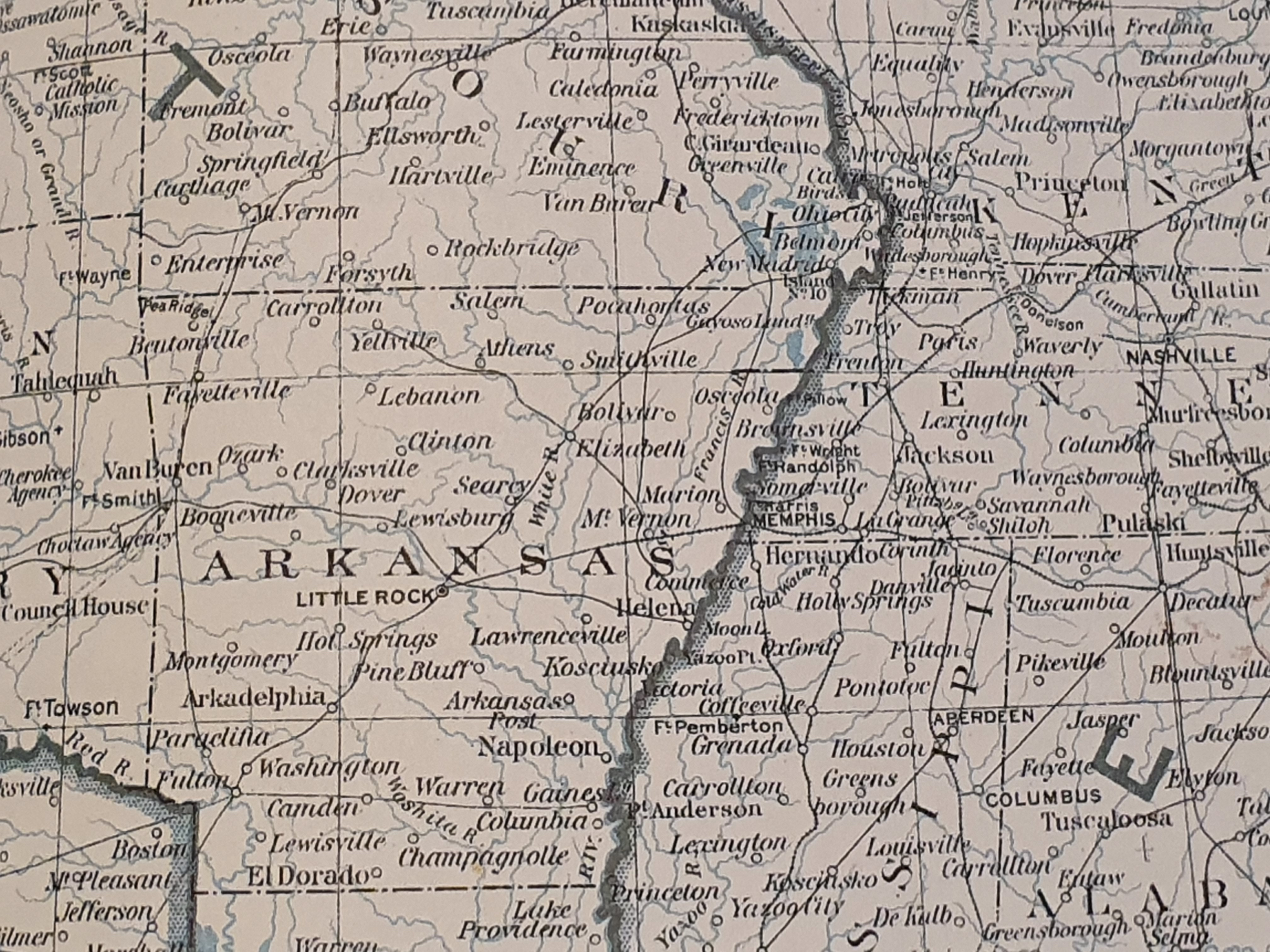
خريطة للنقاط الرئيسية في أركنساس، بما في ذلك فان بورين، وليتل روك، وبين بلاف

في 27 أكتوبر، بدأت الكتيبة في التحرك نحو فورت سميث، أركنساس، حيث كان يتم تنظيم جيش كونفدرالي. لم تصل الوحدة إلى معسكر العميد ”موسبي م. بارسونز“، الذي تم تعيين الكتيبة في لوائه، حتى 28 نوفمبر. وبعد يوم واحد، أُضيفت ثلاث سرايا من كتيبة مشاة ميسوري التابعة لفرايزر - وهي منظمة من المجندين الجدد الذين تم تشكيلها في أكتوبر - إلى كتيبة مشاة ميسوري السابعة، وكانت الوحدة المدمجة لا تزال تعتبر كتيبة.  كما كانت الوحدة تُعرف أحيانًا باسم كتيبة مشاة ميتشيل ميسوري.  تحركت القوات الكونفدرالية شمالاً كجزء من تقدم نحو ميسوري في أواخر عام 1862،  وعندما تحرك بارسونز شمالاً في اتجاه براري غروف في 3 ديسمبر، رافقت الكتيبة اللواء. 
في 7 ديسمبر 1862، شاركت لواء بارسونز في معركة برايري غروف .  كان الجيش الكونفدرالي، بقيادة اللواء توماس سي هيندمان، قد اتخذ موقفًا دفاعيًا في انتظار هجوم أحد أجنحة جيش الاتحاد، على أمل هزيمة تلك القوة قبل وصول الجناح الآخر.  في بداية القتال، تمركز لواء بارسونز في موقع حراسة الجناح الأيسر للكونفدراليين، جنبًا إلى جنب مع لواء العميد جون إس روان. خدم الكتيبة السابعة من مشاة ميسوري كاحتياطي لبارسونز.  في وقت لاحق من القتال، شنت لواء بارسونز، الذي لم يرغب قائده في انتظار اقتراب قوات الاتحاد من خطه، هجومًا مضادًا على قوات الاتحاد من فرقة العميد جيمس ج. بلانت. نقل بارسونز وحدة ميتشل إلى يسار خطه اعتقادًا منه أن جناحه في خطر. في وقت لاحق، فصل روان كتيبة مشاة ميسوري التابعة لكلارك عن لوائه وأرسلها إلى بارسونز حيث تم وضعها على يسار ميتشل.  أدى إطلاق نيران المدفعية من بطارية كانساس الأولى إلى إبطاء زخم هجوم الكونفدرالية، لكن ثقل أعداد الكونفدرالية دفع خط الاتحاد إلى التراجع في النهاية.  تقدم ميتشل وكلارك إلى خط الاتحاد الجديد، وتجاوزا الفوج العاشر من مشاة كانساس، لكنهما واجها مرة أخرى بطارية كانساس الأولى. أوقفت طلقتان من قذائف الشظايا هجوم ميتشل وكلارك، لكن جناح بارسونز الأيمن دفع خط بلانت إلى التراجع، مما أدى إلى انسحاب القوات أمام ميتشل.  حاول كلارك وميتشل متابعة الهجوم، لكن سرعان ما تم صدهما من قبل بطارية كانساس الأولى وفوجي مشاة كانساس العاشر والثالث عشر.  كانت وحدة ميتشل قد أخذت 450 رجلاً إلى برايري غروف؛ أصيب 20 منهم.   في الليلة التي أعقبت المعركة، انسحب الكونفدراليون من الميدان، ووصلوا في النهاية إلى فان بورين، أركنساس. . 
في 23 ديسمبر، تم دمج الرجال من الشركات التي كانت جزءًا من وحدة فرايزر لتشكيل شركة عاشرة؛ وبوجود عشر شركات، أصبح من الممكن مرة أخرى تسمية الوحدة بالفوج. تألفت الشركات العشر من مجندين من ميسوري وتم تسميتها بالحروف A-I و K. كان ميتشل عقيد الوحدة، وجون س. سمايزر كان مقدمها، و W. H. L. فرايزر، القائد السابق لكتيبة مشاة ميسوري التابعة لفرايزر، كان رائدها . 

### 1863
في يناير 1863، تم نقل لواء بارسونز إلى ليتل روك، أركنساس. في الطريق، في كلاركسفيل، تم فصل بعض وحدات بارسونز، بما في ذلك فوج ميتشل، لتشكيل لواء ثانٍ، كان يقوده إما العميد دانيال م. فروست.  و العقيد جون بولوك كلارك جونيور. بعد الوصول إلى ليتل روك، دخل الفوج معسكر الشتاء.  انتقل الفوج مرة أخرى، عبر باخرة بخارية، في 7 فبراير، إلى نقطة تعرف باسم وايتس بلوف. بعد أقل من شهر، تم إرساله إلى فورت بليزانت، وهي منشأة عسكرية على نهر أركنساس بالقرب من باين بلوف. في 12 يونيو، غادرت لواء كلارك فورت بليزانت لبدء حملة إلى نهر المسيسيبي بهدف مضايقة سفن البحرية الاتحادية.  لم يشارك فوج ميتشل في الحملة، بل بقي في فورت بليزانت.  في 23 يوليو، منحت وزارة حرب الولايات الكونفدرالية فوج ميتشل تسمية فوج مشاة ميسوري الثامن.  أثبت هذا الأمر أنه مشكلة لأن برايس كان قد منح لواء مشاة ميسوري الثامن إلى لواء مشاة ميسوري التابع لبيرنز؛ ولم تحل حكومة الكونفدرالية هذه المشكلة إلا في وقت لاحق من العام بتعيين اسم آخر لوحدة بيرنز. 
في وقت لاحق من ذلك العام، تم نقل لواء كلارك من فورت بليزانت إلى ليتل روك، لبناء تحصينات حول المدينة. كان اللواء فريدريك ستيل من الاتحاد يهدد دفاعات الكونفدرالية في حملة ليتل روك؛ فقد طوق تحصينات الكونفدرالية ومناور الكونفدراليين خارج ليتل روك في 10 سبتمبر دون قتال. تراجعت فرقة كلارك إلى كامب براغ، التي كانت في محيط كامدن. لم يشارك الفوج في أي عمليات جديرة بالذكر خلال الفترة المتبقية من عام 1863، وقام فقط بمهام المعسكر الروتينية. 

### 1864–1865

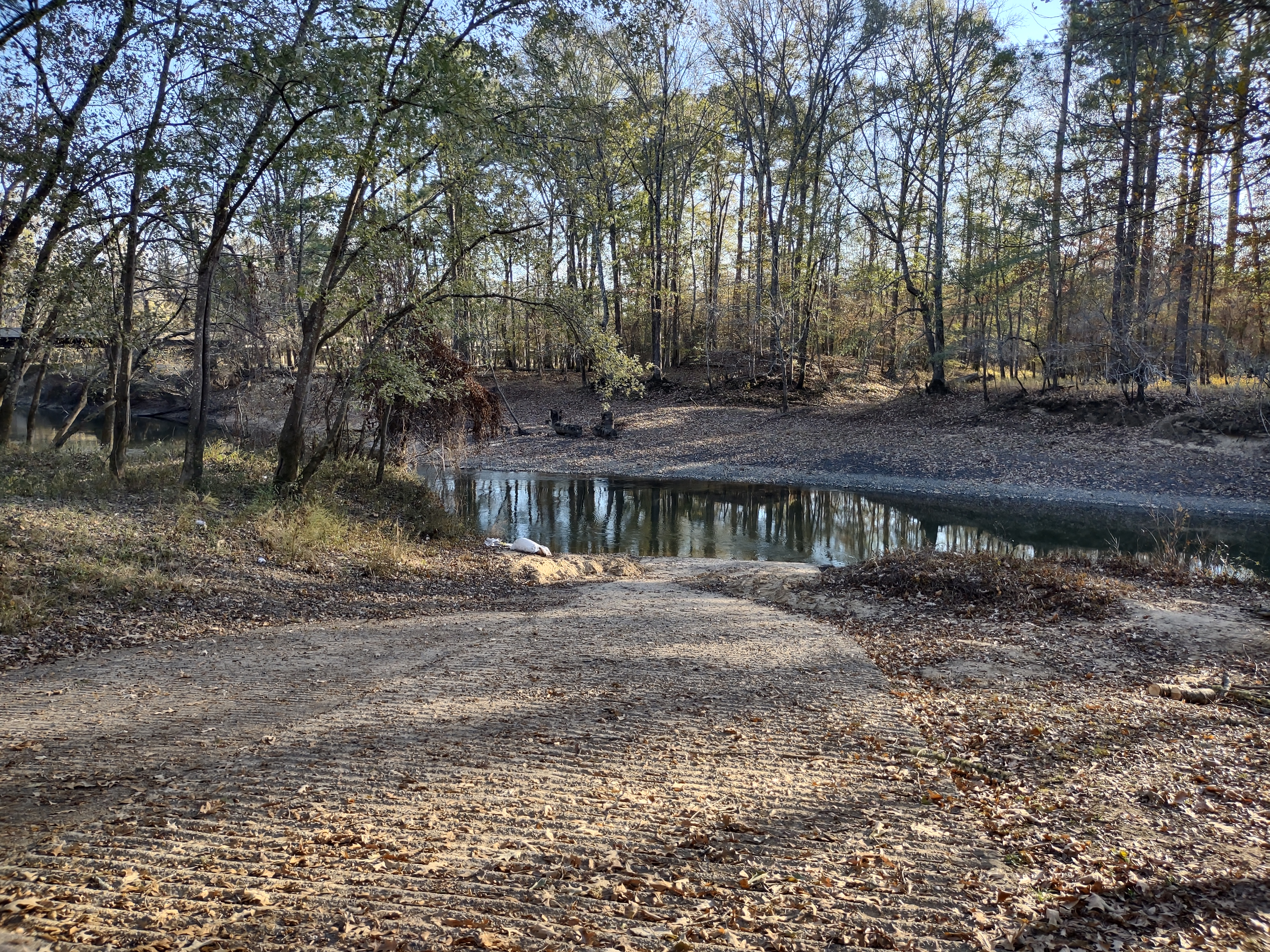
ساحة معركة جينكينز فيري

في أوائل عام 1864، قاد اللواء نثانيال بانكس من الاتحاد قواته صعودًا على نهر ريد بهدف الاستيلاء على شريفبورت في لويزيانا؛ وشكلت هذه الهجمة حملة نهر ريد. ثم أُرسلت الفرقة الثامنة من مشاة ميسوري إلى لويزيانا لتعزيز قوات الكونفدرالية بقيادة اللواء ريتشارد تايلور التي كانت تقاوم بانكس. بحلول النصف الثاني من شهر مارس، وصلت لواء كلارك إلى محيط شريفبورت. في 25 مارس، وبأمر من إدارة ترانس-ميسيسيبي، تمت ترقية بارسونز إلى قيادة الفرقة؛ وأصبح لواء كلارك جزءًا من الفرقة الجديدة. غادرت الفرقة شريفبورت في 3 أبريل للانضمام إلى تايلور، وشاركت في معركة بليزانت هيل بعد ستة أيام.  أوقف بانكس جزءًا من جيشه المنسحب لاتخاذ موقف،  وواجهت قوات الكونفدرالية المطاردة مواقع الاتحاد. 
في بداية القتال، احتلت فرقة بارسونز الجانب الأيمن من خط الجبهة الرئيسي للكونفدرالية، مع لواء كلارك على اليمين ولواء العقيد سيمون ب. بيرنز على اليسار. تمركزت قوة صغيرة من الفرسان على يمين بارسونز، على الرغم من أن الغرض من هذه القوة كان استغلال أي اختراق محتمل بدلاً من المشاركة في الهجوم المخطط له من قبل الكونفدرالية.  قامت فرقة بارسونز وفرقة العميد جيمس كامب تابان بضرب لواء الاتحاد التابع للكولونيل لويس بنديكت، مما أدى إلى تحطيمه.  شن الفوج 58 من مشاة إلينوي هجوماً مضاداً، مما أدى إلى دحر جزء من الجناح الأيمن للكونفدرالية. دخلت المزيد من وحدات الاتحاد في المعركة، واضطر الجناح الأيمن للكونفدرالية إلى التراجع.  بدأ الانسحاب بطريقة منظمة، لكن فرق بارسونز وتابان أصيبت بالذعر مع حلول الليل، وتحول الأمر إلى هزيمة ساحقة .  في غضون ذلك، فشل الكونفدراليون على يسار بارسونز وتابان في إحراز أي تقدم ملموس ضد تحصينات الاتحاد، وانتهت المعركة مع حلول الليل.  كان بإمكان بانكس أن يدعي النصر لأنه صد هجمات الكونفدرالية، ولكن بعد التشاور مع مرؤوسيه قرر الانسحاب إلى غراند إيكور. اتُخذ هذا القرار جزئيًا لأن بعض مرؤوسي بانكس فقدوا الثقة فيه في وقت سابق من الحملة؛ حتى أن أحدهم فكر لفترة وجيزة في التمرد .  تكبدت فرقة مشاة ميسوري الثامنة 76 إصابة في بليزانت هيل، من بينها 16 حالة وفاة. 
في غضون ذلك، احتل ستيل مدينة كامدن في أركنساس في 15 أبريل. ومع خروج بانكس من الصورة، استعد الجنرال إدموند كيربي سميث، قائد فرقة ترانس-ميسيسيبي، لتركيز قواته ضد ستيل. بدأت قوات الاتحاد في كامدن تنفد من الطعام. تم إرسال بعثتين لجلب الطعام من الريف، لكنهما هُزمتا في معركتي بويسون سبرينغ وماركس ميلز. مع قلة الطعام المتبقي ومع العلم بأن بانكس قد تراجع، غادر قيادة ستيل كامدن في 26 أبريل على أمل الوصول إلى ليتل روك. طارد سميث ستيل ولحق به عند معبر نهر سالين في 30 أبريل. ثم هاجم الكونفدراليون، مما أدى إلى معركة جينكينز فيري.  وصلت فرقة بارسونز إلى الميدان في الساعة 09:00، لكنها لم تنشر بالكامل حتى الساعة 10:00، مع بيرنز على اليسار وكلارك على اليمين.  عندما تقدمت فرقة بارسونز للهجوم، انضمت إليها لواء العقيد لوسيان جوس، الذي كان من المقرر أن يتحالف مع كلارك. تقدم اللواءان، على الرغم من المناورة في الوحل الكثيف، بالقرب من خط الاتحاد بدعم من بطارية ميسوري التابعة لرافنر وبطارية ميسوري التابعة ليسور.  هاجم كلارك وغوس خط الاتحاد في نقطة يسيطر عليها الفوج الثاني من مشاة كانساس الملون. كان القتال متكافئًا نسبيًا حتى وصل فوج آخر من الاتحاد، الذي أطلق نيرانًا متواصلة على صفوف الكونفدراليين. عند هذه النقطة، انهارت لوائي كلارك وغاوس، تاركين البطاريات دون دعم. ثم هاجم الفوج الثاني من مشاة كانساس الملون البطاريات، واستولى على ثلاثة مدافع.  تم صد هجمات الكونفدرالية الأخرى، وتمكن ستيل من الفرار عبر سالين، ووصل إلى ليتل روك في 2 مايو.  في جينكينز فيري، تكبد الفوج الثامن من مشاة ميسوري 29 إصابة، من بينها 7 قتلى. 

كانت جينكينز فيري آخر معركة كبرى خاضها الفوج؛ وقضى بقية الحرب في معسكرات في أركنساس ولويزيانا.  في أغسطس 1864، أعيد تعيين كلارك لقيادة وحدة فرسان خلال حملة برايس في ميسوري، وترقى ميتشل إلى قيادة لواء.  خُوضت آخر معركة في الحرب في منتصف مايو، وفي 2 يونيو، استسلم سميث لقسم ترانس-ميسيسيبي.  سلم الناجون من الفرقة الثامنة لمشاة ميسوري أسلحتهم وتخلوا عن علمهم في شريفبورت في 5 يونيو، ثم أرسلوا إلى الإسكندرية للحصول على إفراج مشروط،  والذي تم استلامه في 7 يونيو. تم إعادة الرجال لاحقًا إلى ميسوري عبر باخرة بخارية. خلال فترة وجوده، توفي 166 رجلاً أثناء خدمتهم في الفوج: 25 حالة وفاة مرتبطة بالقتال و 141 حالة وفاة بسبب المرض. 
قالب:Missouri Confederate units navbox
1. ↑  Holmes, Singleton & Jones 2001، صفحة 35.
2. ↑  Bearss 2007، صفحات 22 – 23.
3. ↑  Kennedy 1998، صفحة 4.
4. ↑  Bearss 2007، صفحة 34.
5. ↑  Kennedy 1998، صفحة 5.
6. ↑  Kennedy 1998، صفحات 19 – 20.
7. ↑  Kennedy 1998، صفحات 20 – 25.
8. ↑  Kennedy 1998، صفحات 20, 25.
9. ↑  Kennedy 1998، صفحات 34, 36 – 37.
10. ↑  Gerteis 2012، صفحات 141, 144 – 145.
11. 1 2  McGhee 2008، صفحات 210 – 211.
12. 1 2 3 4  McGhee 2008، صفحة 211.
13. 1 2 3  Shea 2009، صفحة 216.
14. 1 2  McGhee 2008، صفحة 210.
15. ↑  McGhee 2008، صفحة 211, 241 – 242.
16. ↑  Kennedy 1998، صفحة 140.
17. 1 2  Shea 1998، صفحة 141.
18. ↑  Shea 2009، صفحات 225 – 228.
19. ↑  Shea 2009، صفحات 231 – 233.
20. ↑  Shea 2009، صفحات 233 – 235.
21. ↑  Shea 2009، صفحات 235, 237.
22. ↑  Shea 2009، صفحة 240.
23. ↑  Gurley 2013، صفحات 113 – 114.
24. ↑  McGhee 2008، صفحات 211 – 212.
25. 1 2 3 4 5  McGhee 2008، صفحة 212.
26. ↑  Gurley 2013، صفحة 116.
27. ↑  Johnson 1993، صفحات 150 – 151.
28. ↑  Johnson 1993، صفحة 153.
29. ↑  Johnson 1993، صفحات 149, 154.
30. ↑  Johnson 1993، صفحات 149, 157.
31. ↑  Johnson 1993، صفحات 160 – 161.
32. ↑  Johnson 1993، صفحات 161 – 162.
33. ↑  Johnson 1993، صفحة 162.
34. ↑  Johnson 1993، صفحات 162 – 165.
35. 1 2 3 4  McGhee 2008، صفحة 213.
36. ↑  Kennedy 1998، صفحات 273 – 274.
37. ↑  Forsyth 2003، صفحة 159.
38. ↑  Forsyth 2003، صفحة 162.
39. ↑  Forsyth 2003، صفحات 164 – 165.
40. ↑  Kennedy 1998، صفحات 274 – 275.
41. ↑  Gurley 2015، صفحة 202.
42. ↑  Kennedy 1998، صفحات 437 – 438.
43. ↑  Gurley 2015، صفحة 205.